# Jekaterina Sjichova
Jekaterina Vladimirovna Sjichova (Russisch: Екатери́на Влади́мировна Ши́хова) (Kirov, 25 juni 1985) is een Russische oud-langebaanschaatsster. Ze was een allroundster met een voorkeur voor de middenafstanden 1000 en 1500 meter. Na haar loopbaan als schaatsster emigreerde de Russin naar Italië. 

## Biografie
Op 17-jarige leeftijd maakte Sjichova haar internationale debuut bij de wereldbekerwedstrijd in Nagano (7 en 8 december 2002). In 2003 werd ze op het WK sprint 28e en op het WK junioren 17e. Een jaar later verbeterde ze haar prestatie op het WK sprint 2004, ze werd 25e. Op het WK junioren eindigde ze drie plaatsen lager (20e).
Hierna was Sjichova pas in januari 2009 actief als senior op een ISU-kampioenschap, het EK allround, waar ze geen eindklassering noteerde vanwege een val op de 500 meter en daarna onreglementair finishte. Ze werd vervolgens wel door de Russische schaatsbond aangewezen voor het WK allround in februari waar ze op de dertiende plaats eindigde. In maart 2009 nam ze nog deel aan de WK afstanden, waar ze 17e op de 1500 meter werd en in de ploegachtervolging als vierde eindigde. Op het EK van 2010 eindigde ze op de achtste plaats en bezorgde Rusland een van de twee startplaatsen voor het WK allround van 2010.
Op het WK allround van 2013 werd ze verrassend derde, achter kampioene Wüst en Valkenburg. Het was dertig jaar geleden dat voor het laatst een Russin op het podium van een WK allround stond. In 1983 won Valentina Golovenkina ook brons. Na dit seizoen stapte ze over naar de coach van de Russische mannen, Kosta Poltavets.
Nationaal werd ze de allroundkampioene van 2009 en 2013.

## Persoonlijk records
| Afstand    | Tijd    | Datum            | Baan           |
| ---------- | ------- | ---------------- | -------------- |
| 500 meter  | 38,11   | 25 februari 2017 | Calgary        |
| 1000 meter | 1.12,46 | 9 maart 2019     | Salt Lake City |
| 1500 meter | 1.50,64 | 10 maart 2019    | Salt Lake City |
| 3000 meter | 4.07,36 | 25 november 2012 | Kolomna        |
| 5000 meter | 7.16,48 | 17 februari 2013 | Hamar          |

Jekaterina Sjichova heeft twee nationale records bij de junioren gereden.
| Afstand    | Tijd    | Datum            | Baan           |
| ---------- | ------- | ---------------- | -------------- |
| 500 meter  | 39,56   | 12 december 2003 | Salt Lake City |
| 1000 meter | 1.17,98 | 12 december 2003 | Salt Lake City |

## Resultaten
| Jaar | EK Allround | EK Sprint | EK Afstanden                  | WK Allround | WK Sprint | WK Afstanden                            | Olympische Spelen                                   | WK Junioren                    |
| ---- | ----------- | --------- | ----------------------------- | ----------- | --------- | --------------------------------------- | --------------------------------------------------- | ------------------------------ |
| 2003 |             |           |                               |             | 28e       |                                         |                                                     | 17e allround 07e achtervolging |
| 2004 |             |           |                               |             | 25e       |                                         |                                                     | 20e allround 05e achtervolging |
|      |             |           |                               |             |           |                                         |                                                     |                                |
| 2009 | *           |           |                               | 13e         |           | 17e 1500m 04e achtervolging             |                                                     |                                |
| 2010 | 8e          |           |                               | 08e         |           |                                         | 11e 1000m 08e 1500m 07e achtervolging               |                                |
| 2011 | NC23        |           |                               | NC16        | NC24      | 05e 1000m 04e 1500m 06e achtervolging   |                                                     |                                |
| 2012 |             |           |                               |             |           | 06e 1000m 07e 1500m 04e achtervolging   |                                                     |                                |
| 2013 | NC10        |           |                               | Brons       |           | 15e 1500m                               |                                                     |                                |
| 2014 | NC9         |           |                               | NC11        |           |                                         | 15e 1000m · 10e 1500m · 20e 3000m · 0 achtervolging |                                |
|      |             |           |                               |             |           |                                         |                                                     |                                |
| 2016 |             |           |                               |             | 18e       | 21e 1000m 15e 1500m                     |                                                     |                                |
| 2017 |             | 6e        |                               |             | 10e       | 14e 1000m · 09e 1500m · 0 achtervolging |                                                     |                                |
| 2018 |             |           | 1000m · 1500m · achtervolging |             |           |                                         |                                                     |                                |
| 2019 |             |           |                               |             |           | 7e 1000m 4e 1500m                       |                                                     |                                |
| 2020 |             |           | 1000m · 1500m                 |             |           | 7e 1000m 6e 1500m                       |                                                     |                                |